# Hospital de San Rafael (Faisalabad)
El Hospital de San Rafael es un hospital materno y general en la localidad de Faisalabad, Pakistán propiedad de la diócesis católica de Faisalabad. Fue fundado por las Hermanas de la Caridad de Santa Isabel en 1907. También cuenta con una sucursal en los Estados Unidos con el nombre de Hospital de San Rafael.
Es el hospital más caro de Faisalabad y está en el ranking en los diez mejores hospitales de Faisalabad[cita requerida].
A través de los años el hospital amplió su número de camas y mejoró sus instalaciones con un laboratorio bien equipado, un vivero con las incubadoras para los bebés que necesitan atención especial y un ventilador para el cuidado de los bebés muy enfermos.